# Sturmpanzer II
15 cm sIG 33 (Sf) auf Panzerkampfwagen I Ausf B ohne Aufbau, знана також як Sturmpanzer II Bison (Штурмпанцер II Бізон) — німецька важка самохідна артилерійська установка на шасі легкого танку  Panzer II . Належала до класу самохідних гаубиць, в німецькій класифікації самохідної артилерії формально класифікувалася як штурмова гармата.